# Oncocnemis iricolor
Oncocnemis iricolor är en fjärilsart som beskrevs av Smith 1888. Oncocnemis iricolor ingår i släktet Oncocnemis och familjen nattflyn. Inga underarter finns listade i Catalogue of Life.